# Bayerische Architektenkammer

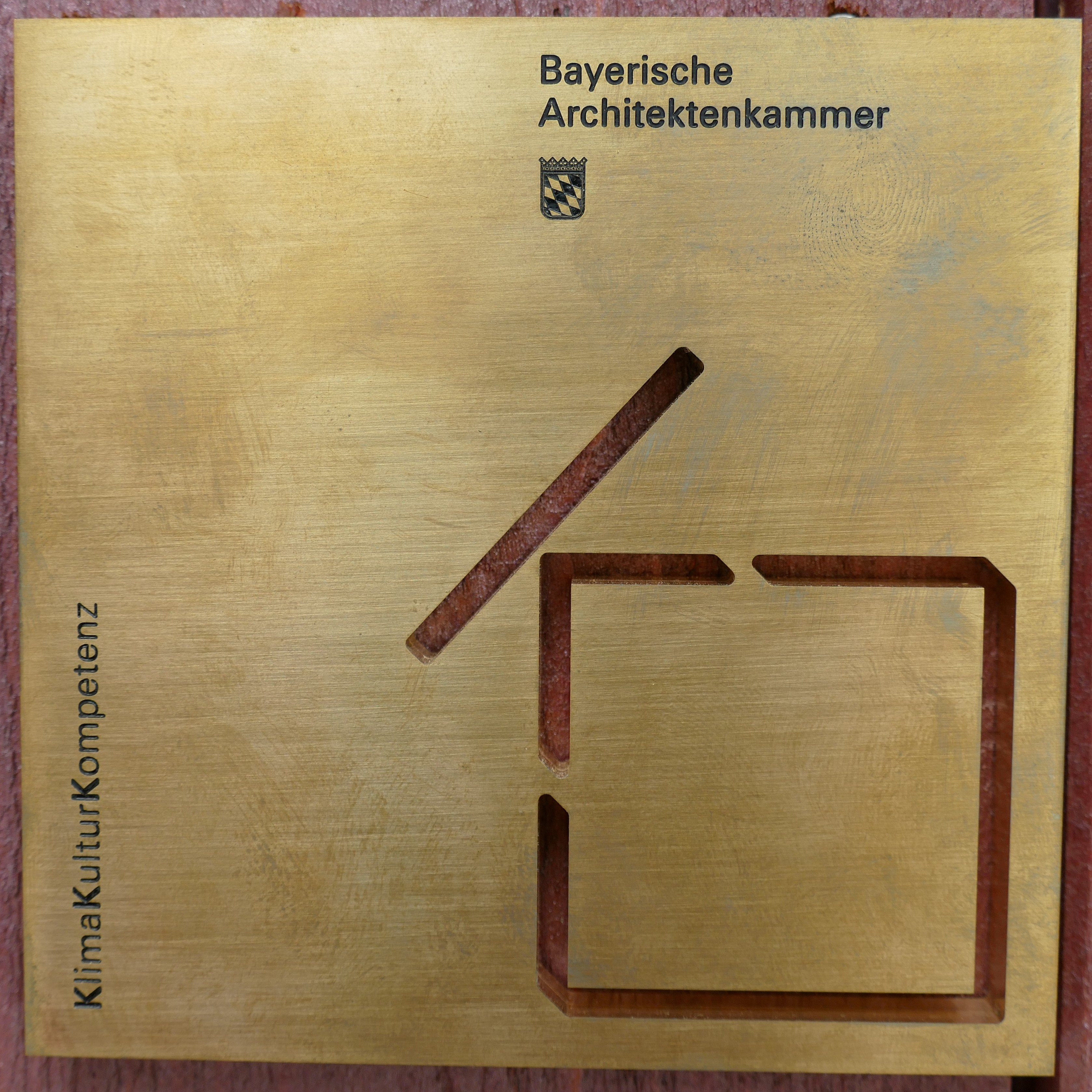
Plakette als Auszeichnung für KlimaKulturKompetenz der Bayerischen Architektenkammer

Die Bayerische Architektenkammer (ByAK) ist eine Körperschaft des öffentlichen Rechts mit rund 26.000 Mitgliedern. Ihr gehören sämtliche Architekten, Innenarchitektinnen, Landschaftsarchitekten und Stadtplaner in Bayern als Pflichtmitglieder an. Sie wacht über das legitime Führen der gesetzlich geschützten Berufsbezeichnung. Sie ist ein Teil mittelbarer Staatsverwaltung und damit in deren Tätigkeit eingebunden. Ihre Aufgaben sind im Gesetz über die Bayerische Architektenkammer und die Bayerische Ingenieurekammer-Bau (Baukammerngesetz – BauKaG) festgelegt. Der Sitz der Geschäftsstelle liegt im Münchner Stadtteil Neuhausen-Nymphenburg.

## Geschichte
Die Bayerische Architektenkammer wurde durch Beschluss des Bayerischen Landtags am 1. Januar 1971 errichtet. Gründungspräsident war der Architekt Ernst Maria Lang, der durch seine jahrzehntelange Tätigkeit als Karikaturist für die Süddeutsche Zeitung überregionale Bekanntheit erlangte. Seit Juni 2021 steht Präsidentin Lydia Haack an der Spitze der Bayerischen Architektenkammer. Der zweite Ehrenpräsident nach Ernst Maria Lang ist seit November 2016 Lutz Heese.
Liste bisheriger Präsidentinnen und Präsidenten:
| 1971–1991 | Ernst Maria Lang    |
| 1991–2003 | Peter Kaup          |
| 2003–2016 | Lutz Heese          |
| 2016–2021 | Christine Degenhart |
| seit 2021 | Lydia Haack         |

## Geschäftsstelle
Sitz der Geschäftsstelle der Bayerischen Architektenkammer ist seit 1995 die Münchner Waisenhausstraße 4. Auf dem barrierefrei zugänglichen Gelände steht eine 1924 fertiggestellte neobarocke Villa des Architekten Max Littmann. Anfang des Jahres 2002 konnte daneben ein zeitgenössischer Neubau, das „Haus der Architektur“, eröffnet werden. Das Gebäude, als Ergebnis eines europaweiten Architektenwettbewerbs entworfen von Drescher & Kubina Architekten, dient vorrangig als Fortbildungs- und Veranstaltungsgebäude sowie für Ausstellungen. Viele Seminare, Lehrgänge und Fachtagungen der Bayerischen Architektenkammer werden hier durchgeführt. Zum Jahresbeginn 2025 wurde auf dem Kammergelände ein öffentlich zugänglicher Bücherschrank für Bände aus den Bereichen Architektur, Kunst und Design eröffnet.
Seit 2018 betreibt die Bayerische Architektenkammer zudem eine Dépendance „Auf AEG“ im Nürnberger Stadtteil Eberhardshof auf dem Konversionsgelände der früheren AEG-Werke.

## Aufbau
Das BauKaG sieht zwei demokratisch legitimierte Organe der Bayerischen Architektenkammer vor: Einerseits die Vertreterversammlung, eine Art berufsständisches Parlament mit 125 Mitgliedern, das regulär alle fünf Jahre gewählt wird. In ihren Aufgabenbereich fallen unter anderem die Festlegung zentraler Regelwerke und die jährliche Aufstellung des Haushaltsplans. Die Vertreterversammlung wählt zudem den Vorstand inklusive Präsidentin bzw. Präsident sowie die Mitglieder von Ausschüssen. Der Präsident/die Präsidentin vertritt die Kammer nach außen, zwei Vizepräsidenten/Vizepräsidentinnen vertreten ihn/sie im Verhinderungsfall.

## Aufgaben
Artikel 13 BauKaG regelt die Aufgaben der Kammer. Dazu gehören in erster Linie die Förderung von Baukultur, Baukunst, Bauwesen, barrierefreiem Bauen, Orts- und Stadtplanung sowie der Landschaftspflege. Die Kammer hat die beruflichen Belange der Gesamtheit ihrer Mitglieder sowie das Ansehen des Berufsstands zu wahren, die Mitglieder in Fragen der Berufsausübung zu beraten und die Erfüllung der beruflichen Pflichten zu überwachen. Weitere Aufgaben betreffen insbesondere die Sicherstellung der beruflichen Fort- und Weiterbildung sowie die Mitwirkung bei der Regelung des Wettbewerbswesens. Zur Absicherung von Kammermitgliedern in Notlagen existiert seit den 1970er-Jahren das inzwischen neu benannte Ernst Maria Lang Fürsorgewerk.

## Aktivitäten
Neben der Erfüllung ihres gesetzlichen Auftrags widmet sich die Kammer im Zuge einer intensiven Öffentlichkeitsarbeit der Förderung und Vermittlung von Baukultur. Im Rahmen der jährlich am letzten Juni-Wochenende stattfindenden „Architektouren“, dem bayerischen Pendant zum Tag der Architektur, werden qualitätvolle Ergebnisse aus der Architektur, Innen- und Landschaftsarchitektur sowie der Stadtplanung der Öffentlichkeit zugänglich gemacht und vermittelt. Die Bayerische Architektenkammer verleiht zudem Preise wie den Bayerischen Architekturpreis, den Bayerischen Tourismus-Architektur-Preis artouro, den Ausloberpreis zur Förderung des Wettbewerbswesens oder den Preis Bauen im Bestand. Auch die Baukulturvermittlung an Kinder und Jugendliche spielt eine wichtige Rolle; hier kooperiert die Kammer mit dem Bayerischen Staatsministerium für Unterricht und Kultus. In allen bayerischen Regierungsbezirken ist die Bayerische Architektenkammer durch fünf Treffpunkte Architektur präsent. Gegenwärtig sind diese wie folgt zusammengefasst: Treffpunkte Architektur Niederbayern und Oberpfalz (TANO), Oberbayern (TAO), Ober- und Mittelfranken, Unterfranken sowie Schwaben (TAS).
Um einfaches Bauen wieder zu ermöglichen, hat die Bayerische Architektenkammer die Initiative des Gebäudetyp-e auf den Weg gebracht und markenrechtlich schützen lassen.

## Beratungsstellen
Die Bayerische Architektenkammer betreibt zwei Beratungsstellen, an die sich Fachleute ebenso wie Privatpersonen wenden können. Die Beratungsstelle Barrierefreiheit – gefördert vom Bayerischen Staatsministerium für Familie, Arbeit und Soziales – ist heute neben ihrem Stammsitz an der Münchner Waisenhausstraße an insgesamt 18 Standorten in allen bayerischen Regierungsbezirken vertreten. Sie berät nicht nur zum barrierefreien Bauen, sondern zu allen Themen der analogen und digitalen Barrierefreiheit. Zusätzlich besteht für Planende und Bauende das Angebot der Beratungsstelle für Energieeffizienz und Nachhaltigkeit (BEN), die vom Bayerischen Staatsministerium für Wohnen, Bau und Verkehr sowie vom Bayerischen Staatsministerium für Umwelt und Verbraucherschutz finanziell gefördert wird.